# Sporty motorowodne na Letnich Igrzyskach Olimpijskich 1908 – Klasa A – Open
Wyścig w klasie A – open był jedną z konkurencji motorowodnych na Letnich Igrzyskach Olimpijskich 1908. Zawody odbyły się w dniach 28-29 sierpnia. W zawodach uczestniczyło 7 zawodników z 2 państw.
W konkurencji tej rozegrano 2 wyścigi po 5 okrążeń. Każde okrążenie liczyło 8 mil. W klasie tej mogły wystąpić wszystkie łodzie bez względu na wielkość i moc.

## Przebieg wyścigu
Pierwszy wyścig miał miejsce 28 sierpnia. Dwie łodzie Wolseley-Siddely i Dylan rozpoczęły zawody, jednak Dylan wycofał się w trakcie pierwszego okrążenia. Wolseley-Siddely ukończył wyścig zanim pogoda uniemożliwiłaby to.
Drugi wyścig został rozegrany 29 sierpnia. W drugim wyścigu Wolseley-Siddely rywalizował z francuską łodzią Camille. Wolseley-Siddely osiadł na mieliźnie o złoto zdobyła Camille.

## Wyniki
| Miejsce | Łódź             | Załoga                                                                                          | Państwo         | Czas |
| ------- | ---------------- | ----------------------------------------------------------------------------------------------- | --------------- | ---- |
| 1       | Camille          | Émile Thubron                                                                                   | Francja         | b.d  |
| –       | Dylan            | Alfred Fentiman Thomas Scott-Ellis                                                              | Wielka Brytania | DNF  |
| –       | Wolseley-Siddely | Winchester Clowes Hugh Grosvenor Joseph Frederick Laycock (wyścig 1) George Atkinson (wyścig 2) | Wielka Brytania | DNF  |